# Discographie pirate de Pink Floyd
 (août 2007).
Pink Floyd est un des groupes de rock qui a vu le plus de disques pirates sortir dans le commerce. On en compte plusieurs centaines. La quasi-totalité de ces enregistrements ont été réalisés lors de concerts. Il existe aussi quelques rares enregistrements studios passés dans le circuit des disques pirates ; la plupart sont des prises alternatives de Syd Barrett. 
Comme tous les disques pirates, ceux de Pink Floyd sont de qualité très inégale : ils varient entre l’excellent, notamment pour les concerts de 1994 et 1998 grâce aux progrès techniques, et le très mauvais pour ceux entre 1967 et 1971.

## Années 1960
| Année | Titre                                                  | date d’enregistrement | Lieu d’enregistrement                                              | Durée  | Commentaires                                                           |  |  |
| 1965  | Anthology I - A Collection Of Rare Tracks: 1965 - 1983 | Various Dates         | Various Places                                                     | 144:17 |                                                                        |  |  |
| 1965  | Outtakes From Outer Space                              | Various Dates         | Various Places                                                     | 63:05  |                                                                        |  |  |
| 1966  | A Saucerful Of Outtakes                                |                       |                                                                    |        |                                                                        |  |  |
| 1966  | Feed Your Head                                         | Various Dates         | Various Places                                                     |        | Consists of two live recordings and 4 acetates                         |  |  |
| 1966  | Jewel Box 4 - Rare Live & Unreleased                   | Various Dates         | Various Places                                                     |        |                                                                        |  |  |
| 1966  | Sophisticated Colours                                  | Various Dates         | Various Places                                                     | 72:58  |                                                                        |  |  |
| 1966  | Syd Barrett's (Pink Floyd) Last Screams                | Various Dates         | Various Places                                                     | 68:48  |                                                                        |  |  |
| 1967  | All Movement Is Accomplished (The 60's Rarities)       |                       |                                                                    |        |                                                                        |  |  |
| 1967  | Before The Time Began                                  |                       |                                                                    |        |                                                                        |  |  |
| 1967  | Music For Architectural Students                       |                       |                                                                    |        |                                                                        |  |  |
| 1967  | A Nice Pair of Monos                                   |                       |                                                                    |        |                                                                        |  |  |
| 1967  | The Pink Floyd Early Singles                           |                       |                                                                    |        |                                                                        |  |  |
| 1967  | The Piper At the Gates of Dawn                         |                       |                                                                    |        |                                                                        |  |  |
| 1967  | Psychedelic Sessions                                   |                       |                                                                    | 35:45  |                                                                        |  |  |
| 1967  | Relics                                                 |                       |                                                                    |        |                                                                        |  |  |
| 1967  | A Saucerful of Secrets - Mono Edition                  |                       |                                                                    |        |                                                                        |  |  |
| 1967  | Total Eclipse - A Retrospective 1967-1993              |                       |                                                                    |        |                                                                        |  |  |
| 1967  | Pinkie Milkie                                          |                       |                                                                    |        |                                                                        |  |  |
| 1967  | Rarities Through the Years                             |                       |                                                                    |        |                                                                        |  |  |
| 1967  | Antiques - A Rare Collection Of Oddities               |                       |                                                                    |        |                                                                        |  |  |
| 1967  | Rare                                                   |                       |                                                                    |        |                                                                        |  |  |
| 1967  | The Sights and Sounds of Syd Barrett's Pink Floyd      |                       |                                                                    |        |                                                                        |  |  |
| 1967  | Dark Globe: Syd Barret and the dawn of Pink Floyd      |                       |                                                                    |        |                                                                        |  |  |
| 1967  | Rhamadam, Syd Barrett And The Dawn Of Pink Floyd       |                       |                                                                    |        |                                                                        |  |  |
| 1967  | BBC Broadcasts                                         |                       |                                                                    |        |                                                                        |  |  |
| 1967  | The Early Singles                                      |                       |                                                                    |        |                                                                        |  |  |
| 1967  | A CD Full of Secrets (AYCD69)                          |                       |                                                                    |        |                                                                        |  |  |
| 1967  | A CD Full of Secrets (BC 024 Baby Capone)              |                       |                                                                    |        |                                                                        |  |  |
| 1967  | Halley                                                 |                       |                                                                    |        |                                                                        |  |  |
| 1967  | Pink Light Rarities                                    |                       |                                                                    |        |                                                                        |  |  |
| 1967  | Variations On A Theme Of Absence                       |                       |                                                                    |        |                                                                        |  |  |
| 1967  | Starclub Phyco                                         |                       |                                                                    |        |                                                                        |  |  |
| 1967  | Stone Rust                                             | 13 septembre          | Star Club, Copenhague                                              | 69:34  | Including interviews for CBC Canadian Radio                            |  |  |
| 1967  | Stoned Alone                                           | 13 septembre          | Star Club, Copenhagen                                              | 71:45  | Including interviews for CBC Canadian Radio                            |  |  |
| 1967  | The Complete Top Gear Sessions 1967-1969               |                       |                                                                    |        |                                                                        |  |  |
| 1967  | Rotterdam October 12, 1967                             |                       |                                                                    |        |                                                                        |  |  |
| 1967  | BBC Archives                                           |                       |                                                                    | 104:54 | Enregistré entre septembre 1967 et juin 1969. 40e anniversaire édition |  |  |
| 1968  | Collection 1968-1972                                   |                       |                                                                    |        |                                                                        |  |  |
| 1968  | The Embryo (TSP-CD-020 The Swingin' Pig)               |                       |                                                                    |        |                                                                        |  |  |
| 1968  | Loose Connection                                       |                       |                                                                    |        |                                                                        |  |  |
| 1968  | The Piper at the Gates of Dawn (MT5 Musically Tuned)   |                       |                                                                    |        |                                                                        |  |  |
| 1968  | Spiral                                                 |                       |                                                                    |        |                                                                        |  |  |
| 1968  | Stranger Than Fiction                                  |                       |                                                                    |        |                                                                        |  |  |
| 1968  | Z-Point And Beyond - A Collection Of Rare Material     |                       |                                                                    |        |                                                                        |  |  |
| 1968  | More Relics                                            |                       |                                                                    |        |                                                                        |  |  |
| 1968  | Phenomena                                              |                       |                                                                    |        |                                                                        |  |  |
| 1968  | Fountains Of Roma                                      | 6 mai                 | Piper Club, Rome                                                   | 37:38  |                                                                        |  |  |
| 1968  | Cymbaline                                              |                       |                                                                    |        |                                                                        |  |  |
| 1968  | From Underground To The Moon                           |                       |                                                                    |        |                                                                        |  |  |
| 1968  | My Uncle is Sick Because the Highway is Green          |                       |                                                                    |        |                                                                        |  |  |
| 1968  | Rainbows, Clouds and the Moon                          |                       |                                                                    |        |                                                                        |  |  |
| 1968  | Re-Actor                                               |                       |                                                                    |        |                                                                        |  |  |
| 1968  | Transcendental Medication                              |                       |                                                                    |        |                                                                        |  |  |
| 1968  | Ultra Rare Trax Vol. 1                                 |                       |                                                                    |        |                                                                        |  |  |
| 1968  | Ultra Rare Trax Vol. 3                                 |                       |                                                                    |        |                                                                        |  |  |
| 1968  | Keep Smiling People                                    |                       |                                                                    |        |                                                                        |  |  |
| 1968  | The Live Pink Floyd                                    |                       |                                                                    |        |                                                                        |  |  |
| 1969  | Pink Floyd Live (CDDV 5514)                            |                       |                                                                    |        |                                                                        |  |  |
| 1969  | The Conversation Disc Series                           |                       |                                                                    |        |                                                                        |  |  |
| 1969  | Beset By Creatures of the Deep                         | 9 mai                 | University of Southampton, Highfield, Southampton, Grande Bretagne | 49:44  |                                                                        |  |  |
| 1969  | Atom Heart Mother (CD 9013 Alegra)                     |                       |                                                                    |        |                                                                        |  |  |
| 1969  | Atom Heart Mother (CD/STILL 003)                       |                       |                                                                    |        |                                                                        |  |  |
| 1969  | The Journey Through The Past                           |                       |                                                                    |        |                                                                        |  |  |
| 1969  | 8th RD From The Moon                                   |                       |                                                                    |        |                                                                        |  |  |
| 1969  | Amsterdam '69                                          |                       |                                                                    |        |                                                                        |  |  |
| 1969  | Psychedelic Adventures                                 | 9 août                | Paradiso, Amsterdam, Pays-Bas                                      |        |                                                                        |  |  |
| 1969  | The Man and the Journey                                | 17 septembre          | Concertgebouw, Amsterdam, Pays-Bas                                 | 76:21  |                                                                        |  |  |
| 1969  | Green is the Color                                     |                       |                                                                    |        |                                                                        |  |  |
| 1969  | Landscape                                              |                       |                                                                    |        |                                                                        |  |  |
| 1969  | The Last Gadgets Of Oxyminus                           |                       |                                                                    |        |                                                                        |  |  |
| 1969  | Live Rarities                                          |                       |                                                                    |        |                                                                        |  |  |
| 1969  | Around The Mystic                                      |                       |                                                                    |        |                                                                        |  |  |
| 1969  | OMAY YAD                                               |                       |                                                                    |        |                                                                        |  |  |
| 1969  | Ultra Rare Trax Vol. 2                                 |                       |                                                                    |        |                                                                        |  |  |

## Années 1970
| Année | Titre                                   | Date d’enregistrement   | Lieu d’enregistrement                | Durée  | Commentaires                                                         |
| 1970  | Archives Live Through the Years 1970-90 |                         | divers                               | 69:13  |                                                                      |
| 1970  | Early Tour Years                        | Various Dates           | divers                               | 95:13  |                                                                      |
| 1970  | BBC Archives                            | 1970-07-16 & 1971-09-30 | Paris Theater Londres                | 65:46  |                                                                      |
| 1971  | Montreux Casino 1970                    | 1970-11-21 & 1971-09-18 | Le Casino, Montreux, Suisse          | 144:02 | Enregistré au Montreux Jazz Festival 1970 & 1971                     |
| 1972  | Rainbow Show                            | 20 février              | Rainbow Theatre, Londres, Angleterre | 125:28 |                                                                      |
| 1974  | BBC Archives                            | 1974-09-16              | Empire Pool de Wembley (Londres)     | 79:30  | Diffusé le 11 janvier 1975 lors du Alan Freeman Show sur BBC Radio 1 |
| 1977  | Watch Out, There's A Flying Pig!        | 25 février              | Pavillon, Paris, France              | 52:45  |                                                                      |

### 1970
- The Good Old Days
- Live At Fillmore West 1970
- Live In London 1970
- "The Man" Live In Paris
- The Amazing Pudding
- Violence In Birmingham
- CHS- Atom Heart Moo Live
- Big Pink
- A Trick Of The Light
- AMERICA
- Black Glass
- Breast Milky
- California Moon
- California Sun
- Colourful Meadows
- Darkness Over Frisco
- Embryo (WBR CD 900110 Wild Bird Records)
- Interstellar Encore
- Live at Winterland
- Psychedelicamania
- Reversion Or Revalorization
- Mooed Music
- Pink Floyd Live (CD TDM 25)
- Foreign Legion
- Atom Heart Mother Goes On The Road
- Bytes Of The Talisman
- The Controls Are Set
- Eclipse
- Focus
- Libest Spacement Monitor
- Live In London 1971
- Londonfields
- The Other Side of the Moon Vol 1
- Pink Floyd Live (CDDV 2032 DV More Record Production)
- Pink Floyd Live (MT CD 1104021)
- Pink Is The Pig
- Rockstars in Concert - Pink Floyd
- Electric Factory 1970
- The Astronomy Incident
- Brutish Temptation
- Pepperland in the West
- Enjoy The Silence
- De Doelen
- Copenhagen Sequence
- Grooving With A Pict
- Smoking Blues
- Mounting Pressure
- Pink's Psychedelic Lastnight
- CHS- A Psychedelic Night I
- CHS- A Psychedelic Night II

### 1970-71
- BBC Archives (Pink Floyd)

### 1971
- Echoes of Atom Heart Mother
- Live Performances on March ==1971
- AHOY
- Mauerspechte
- Return Of The Son Of Nothing
- Live In Rome, Palaeur, June 20, 71
- Cosmic Music
- Aphrodite
- Aphrodite 1971
- Echoes (LA. CD 103 Live & Alive)
- Black Wizard
- Live In Montreux 1971
- Long Time Gone
- White Witch
- Falkoner Teatret 25.09.71 (VOL.I & II)
- Dynamic Live
- Echoes (RSC 010 CD Oil Well)
- The Floyd's of London
- The Last BBC Session 1971
- Meddler
- One Of These Days
- Rock Hour
- Secrets
- In The Shadow Of Vesuvius
- Live In Pompei 1971
- Pompeii (BC025 Baby Capone)
- Pompeii (BGS020 Bugsy Records)
- Pompeii (KRCR 28 Kobra Records)
- Volcanic Destruction
- Pink Days And Fat Old Suns
- Embryo San Diego, 1971
- From Oblivion
- The Heart Of The Sun
- Life Could Be A Dream (LLRCD 072 Living Legend Records)
- Echoes In The Auditorium
- Labyrinths
- Quebec City 1971
- Eugene
- Fat Old Sun
- Process Of Creation
- The Return of the Sons of Nothing (Gold Standard; RAL-515 (CD1), NAV-537 (CD2))
- Next Door To Heaven
- Obscurity
- One of Those Days

### 1972
- Dark Side of the Moon (Collectors Edition)
- Dream's Factory
- Silence
- The Darkside Rehearsals
- Eclipse of the Dark Side: A Piece for Assorted
- Dark Side Premier
- Eclipsed By The Moon
- The Best Of Tour 72
- Dark Side Of The Sky
- Forbidden Samples
- The Live Side Of The Moon
- Time (Live & Studio Anthology)
- Moon Walk
- Dark Side of the Rising Sun
- Live In Tokyo 1972
- Water's Gate
- Osaka 1972
- Echoes From Osaka
- Home Again
- The Great Gig on the Moon
- Cold Front
- COLD FRONTIERS
- The Cold Side of the Bow
- Color of Money
- Horizons
- Live in Hokkaido 13.02.1972
- Live in Japan 1972 (Dark Side of the Rising Sun)
- Live Volume 1 (JOK-013-A Joker Productions)
- Sapporo 72
- Speak To Me
- Think Pink
- Chicago Auditorium 1972
- From The Other Side
- Cracked
- Exploding In Your Mind
- Scratch the Silence
- Staying Home To Watch The Rain
- Granny Takes A Trip
- The Return Of The Sons Of Nothing (PM 9007 Past Masters)
- Any Colour You Like
- Remembrance Of Things Past

### 1973
- Pink Floyd Live UNAPPROVED (MOJO-60)
- Childhood's End
- Illusions Of Childhood's End
- Pink is the Sky
- Yeeshkul!
- Dark Side of Radio City
- If You Were A Bluebird
- Remergence
- Supine In The Sunshine
- Not a Cloud in the Sky
- Vaulting Ambition
- Set the Controls for the Heart of the Sun
- Live at the Rainbow
- Obscured At The Rainbow
- Revealed at the Rainbow

### 1974
- Colmar 1974
- Tour De France ==1974
- Money (FB0133 Flashback world productions)
- Black Holes In The Sky
- Brain Damage (WORK 5520)
- Dark Night In Atlanta
- Dark Night In London
- The Great Gig In The Sky
- In The Sky
- Live in London '74 and Paris '74
- London 1972 (From the Dark Side of the Moon)
- Money (PAL-016-A)
- The Other Side of the Moon Vol 2
- Pink Moon
- Prototype Wish You Are Animals
- She Kisses Like A Machine
- British Winter Tour 74

### 1975
- Wish You Were Here - Quad Mix And Deff Mix
- Azimuth Coordinator (Comfortably Cool Productions)
- Azimuth Coordinator (Front Row Center)
- The Azimuth Coordinator part 1
- Vancouver 1975
- Dogs and Sheeps
- Movin' Time
- Pandora S Box
- Random Precision
- Raving Crazy Diamond Moon
- Echoes in the Gardens, aussi nommé plus sobrement : Boston Gardens, 18/6-1975
- Crazy Diamonds
- Echoes in the Canadian Wood
- Holes in the Sky
- Ivor Wynne
- Knebworth 75
- Wish Roy Were in Knebworth

### 1977
- Take A Trip To The X-Files
- In the Flesh: European Tour ==1977
- Dark Side of the Pig
- Darkside II
- Animals Over Europe - Live In Antwerpen 20.02.1977
- Live Volume 2
- Paris 1977
- Shine On
- Pigs On The Run
- Knobs
- Hurricane Floyd Hits Miami
- In The Flesh (DIYE 19 Diamond In Your Ear)
- Fort Worth 77
- Fort Worth Texas
- In The Flesh (GDR CD 9103 Great Dane Records)
- Oakland Coliseum 9/5/77
- Plays The Animals
- Go Crazy With Animals
- The Perfect Day (Boston Garden, 6/27/77)
- Caught In The Crossfire
- Live USA
- New York Live 1977
- Welcome To The Machine (TSP-CD-061 The Swingin' Pig Records)
- CHS- The Azimuth Coordinator part 2
- En Chair Et En Os
- Fire Works Show In The Canadian Walls
- 4 Live in Ohio (Shout to the Top STTP 110/111)
- Who Was Trained Not To Spit On The Fan? (Ce document montre le fameux incident du crachat qui a en partie inspiré The Wall.)
- Animals The tour debut

## Années 1980
| Année | Nom      | Date d'enregistrement | Endroit de l'enregistrement | Durée  | Commentaire                                              |
| 1980  | Monopoly | 28 février            | Nassau Colliseum, USA       | 151:52 | Contient aussi 3 titres enregistrés à Birmingham en 1970 |

### 1980
- THE WALL LIVE LONDON 1980
- The Wall Rehearsals
- The Azimuth Coordinator part 3
- Another Brick in the Wall (CD 12088 On Stage)
- Behind the Wall
- Brick By Brick
- The Wall
- Wallpower
- Live Wall (SG 054/55 Satisfaction Guaranted)
- Live Wall (Part 1 + 2)

### 1981
- Limited Edition Picture-disc Interview
- Tear Down The Walls
- Live Wall (GSCD 2100 Golden Stars)
- Livewall (LSCD 52100 Live Storm)
- LIVEWALL (ON/CD 2275 On Stage Records)
- Livewall (1 & 2)
- Pink Floyd Live (SW 23 Mainline Music Pty Ltd.)
- Wallive

### 1982
- The Film

### 1987
- The Hanger Rehearsals- Lecter Pearson Airport, Toronto, Canada, Août 1987
- A New Era- Live At Landsdown Park, Ottawa, Canada, 9 septembre 1987
- Montreal Day One-
- Learning To Fly
- Now And Forever
- Pink Floyd in Mega Concert
- Pink Floyd Live UNAPPROVED (MOJO-036)
- Echoes By The Lake
- Hand of Fate
- Prism
- A Clear View
- Dogs of War (PPL 551 Pipeline)
- On the Turning Away
- On the Turning Away Part One
- On the Turning Away Part Two
- Welcome to Chicago
- A Journey Into the Blues
- New Jersey 1987
- Welcome To The Machine (LL 15481 Live Line)
- Live in California U.S.A 1987
- Tongue Tied & Twisted
- World Tour
- The Year Of The Dragon
- Solo Works Vol. 1
- The Final Echoes

### 1988
- Floyd In Europe
- Made In Japan
- Thunder and Lightning
- When You Are Young
- Pink Elephants Flew Over Torino on 6/07/1988
- Nothing Is Changed

### 1989
- Live in Globen, Stockholm,Sweden 1989 June 12th
- Live In Venice 15 july 1989
- The Other Side of the Moon Vol 3
- The Other Side of the Moon Vol 4
- Pink Floyd Live Vol. 2
- Venetia Night
- Venice 1989

## Années 1990

### 1990
- AfterGlow
- Aurora Spectralis
- The Knebworth Concert
- The Knebworth Tales '90
- Live in UK, 6 juin 1990
- Meteora

### 1992
Past Relapse (Best Of Compilation - 2 discs, 1 live, 1 best of)

### 1993
- Wish You Were Here - Trance Remixes

### 1994
- Absolutely Ambient
- Complete Earls Court 1994 Volume 001 to 015. (#RoIO Records 017) (all Earls Court 1994 gigs)
- Earl's Bells
- Mad For Fucking Years
- Meddle Limited Edition Trance Remix
- What Do You Want From Me
- Let's Prepare for the Show
- The 1994 West Coast Trip
- Bell Busters
- For Whom The Bell Tolls (BGS029/2)
- A Great Day
- The Live Bell
- Miami 1994
- P*3 [P.U.L.S.E. disc 3]
- Forever And Ever
- Moonlight Tunes
- For Whom The Bell Tolls (PLR CD 9413/AB, Pluto Records)
- High Hopes
- Take It Back
- Your Favorite Disease
- Jurassik Sparks
- Psychedelic Soundcheck
- Just Warmin' Up (the Rehearsals in Tampa)
- And The Bell Tolls
- Pigs Over Beantown
- A Family Affair
- The Bell Gets Louder
- The Return Of The Comet
- Astronomy Domine
- The Giants At The Giants'
- Giants Stadium - New York - 17 July 1994
- By The Light of the Silvery Moon
- Bells from Notredame
- Belle de Cologne
- Home Is Where My Dome Is
- Fly Again
- Softly Spoken Magic Spells
- France 1994
- A Night In Italy
- The Concert in Modena
- Mutinae
- The Nights Of Wonder
- Roma '94
- Celebration
- Earls Court - 20 octobre 1994
- Earl's Court 94
- For Whom The Bell Tolls (CT 50011/12, Cosmic Thrills Production, Luxembourg)
- Greatest Hits Live
- Live at Earls Court 1994
- London 1994
- Out Of This World
- Pigs on the Swing
- Serious Intermission
- Sidereus Nuncius
- Time Travellers

## années 2000

### 2001
- Interstellar Overdrive - The Alternate Masters '66-'68 (Label : Jolly Roger Records US)

### 2005
- Live8 Audience Recording (definitely more than 1)
- Live8 FM Recording
- Live8 TV Recording

### 2007
- Roger Waters live in North Harbour Stadium, Auckland, Nouvelle-Zélande.